# Thliptoceras fulvale
Thliptoceras fulvale là một loài bướm đêm trong họ Crambidae.